# ジョー・シルバ
ジョー・シルバ（Joe Silva）は、総合格闘技団体「UFC」の元マッチメーカー。

## 来歴
少年時代のシルバは、格闘技雑誌「ブラックベルト」をむさぼるように読み、ルールを作って友達と異種格闘技戦で戦ったり、ありえないマッチメークを考え最強の格闘技を想像する、熱烈な格闘技ファンだった。
1993年、ゲームセンターで働いていた29歳のシルバは、ふとブラックベルトに掲載されていたUFCの選手募集広告を見つけ、特に理由もなくUFCに電話をかけた。そして偶然電話に対応したUFC幹部を豊富な格闘技の知識で驚嘆させると、スカウトを受け、Ultimate Ultimate 1995に招待されたのをきっかけにUFCに入社した。ティト・オーティズからの推挙でマッチメーカーに就任し、UFCで激務のマッチメーカーを長く務めた。
2016年9月、UFCの新オーナー「WME-IMG」に自身が保有していたUFCの持ち株を売却。
2016年12月30日、UFC 207: Nunes vs. Rouseyでマッチメーカーとして最後の仕事を終え、UFCを退社。
2017年7月6日、UFC殿堂の功労者部門で殿堂入り。